# Commiphora swynnertonii
Commiphora swynnertonii là một loài thực vật có hoa trong họ Burseraceae. Loài này được Burtt mô tả khoa học đầu tiên năm 1935.